# Wiener Netze

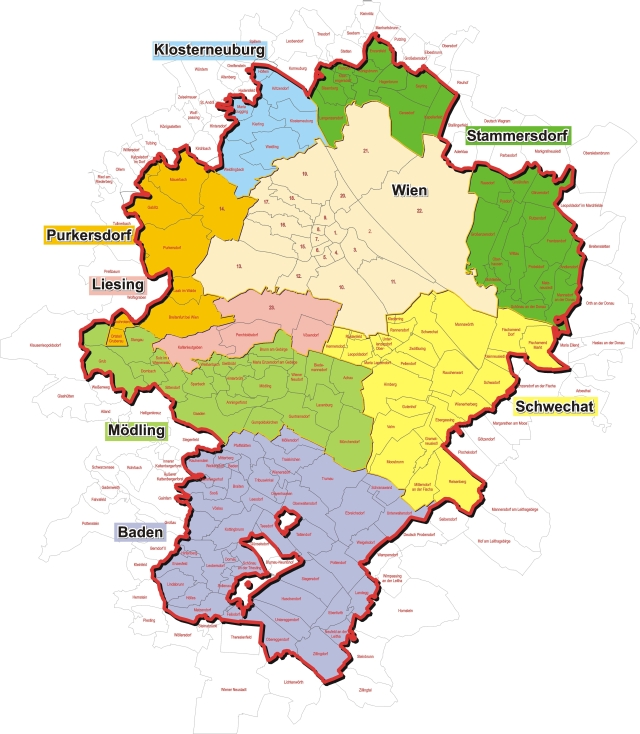
Versorgungsgebiet der Wiener Netze

Die Wiener Netze GmbH ist ein Strom- und Erdgasverteilnetzbetreiber und Teil der Wiener Stadtwerke GmbH, die zu 100 % der Stadt Wien gehört.

## Geschichte
Das Unternehmen Wiener Netze entstand im August 2013 aus der Fusion der drei Gesellschaften Wien Energie Stromnetz, Fernwärme Wien und Wien Energie Gasnetz. Zusätzlich wurden auch die primären Netzleitungen der Fernwärme Wien sowie das passive Telekommunikationsnetz der Wien Energie in das Unternehmen eingegliedert. Der 2.500 Mitarbeiter fassende Betrieb fokussiert sich auf die Erhaltung des 23.000 Kilometer langen Strom- und des 3.500 Kilometer langen Gasnetzes wie auch auf die Instandhaltung und den Ausbau der Netze.
Das Gelände der Wien Energie Gasnetz blieb erhalten und wurde zur neuen Unternehmenszentrale der Wiener Netze. Dort wurde nach zweijähriger Bauphase ein weiterer Bürokomplex errichtet, der Smart Campus, der September 2016 fertiggestellt wurde. Der Smart Campus gilt als das größte nach Passivhaus-Standard errichtete Gebäude der Welt.

## Netzdaten
Die Wiener Netze betreiben ein insgesamt rund 30.000 Kilometer langes Verteilernetz und leiten Erdgas, Strom und Fernwärme für mehr als zwei Millionen Kunden in Wien, Teilen Niederösterreichs und des Burgenlandes. Das Unternehmen zählt außerdem 45 Umspannwerke und 450 Gasdruckregleranlagen.